# Anaheim Ducks
Anaheim Ducks (tidligere kendt som Mighty Ducks of Anaheim eller Anaheim Mighty Ducks) er et professionelt ishockeyhold der spiller i den bedste nordamerikanske række NHL. Klubben spiller sine hjemmekampe i Honda Center i Anaheim, Californien, USA. Klubben spillede sin første sæson i NHL i sæsonen 1993-94. Klubben vandt sin første Stanley Cup i 2007 efter at have slået Ottawa Senators med 4-1. Derudover har holdet været i finalen en enkelt gang, i 2003, hvor de dog tabte til New Jersey Devils.

## Begyndelsen
Da Anaheim blev tildelt et NHL-hold i 1993 var klubben ejet af Walt Disney-koncernen. Navnet 'Mighty Ducks' er taget fra Disney-filmen The Mighty Ducks der handlede om en gruppe udstødte teenagere der forvandler deres tabende ishockeyhold, fra tabere til vindere. Med klubbens allerførste draft-valg i 1993 valgte de Paul Kariya, der hurtigt blev en publikumsfavorit. I 1996 tradede man sig til Teemu Selänne. I en kæde med Steve Rucchin var Kariya og Selänne – populært kaldet "the Dynamic Duo" – kendt som en af de farligste duoer i NHL. Efter at have misset slutspillet de første tre sæsoner, nåede Anaheim Ducks i sæsonen 1996-97 til slutspillets anden runde hvor de dog tabte til Detroit Red Wings med 4-0. I sæsonen 1998-99 var holdet igen i slutspillet og endnu en gang var modstanderen Detroit. Igen måtte de se sig selv besejret med 4-0, denne gang i slutspillets første runde.

## Stanley Cup finalen 2003
Efter tre år uden slutspilsdeltagelse, nåede Anaheim Ducks i sæsonen 2002-03 igen i slutspillet. Og endnu en gang stod de overfor Detroit Red Wings i første runde. Denne gang overraskede de stort ved at besejre storfavoritterne fra Detroit med 4-0. I næste runde besejrede holdet Dallas Stars med 4-2. I Conference-finalen gjorde Anaheim Ducks kort proces mod Minnesota Wild, som de slog med 4-0. I de fire kampe mod Minnesota blev der kun scoret et mål mod Anaheims målmand Jean-Sébastien Giguère. I Stanley Cup-finalen måtte de strække våben mod New Jersey Devils som vandt finalen med 4-3. For sin indsats vandt Giguère det såkaldte Conn Smythe Trophy som slutspillets mest værdifulde spiller.

## Disney sælger holdet
I 2005 sælger Disney holdet til Henry Samueli. Brian Burke, som tidligere var General Manager for Vancouver Canucks hentes ind som klubbens nye GM. Randy Carlyle erstatter Mike Babcock som klubbens træner. Ligeledes i 2005 bringer man Teemu Selänne, som havde været en stjerne i Anaheim fra 1996-2001, tilbage i folden. Desuden skriver man kontrakt med backen Scott Niedermayer.

## Stanley Cup vindere 2007
I 2006 offentliggøres det at klubben fra sæsonen 2006-07 skifter navn til Anaheim Ducks. Inden den nye sæson trader man Joffrey Lupul, Ladislav Smid samt flere draft-valg til Edmonton Oilers for backen Chris Pronger efter at Pronger 10 dage forinden offentligt havde forlangt at blive tradet til en anden klub. Med denne nyerhvervelse, samt flere lovende unge spillere såsom Ryan Getzlaf og Corey Perry blev klubben regnet som en af de største bejlere til at hjemtage Stanley Cup-trofæet for sæsonen 2006-07 og de store forventninger blev indfriet da man efter at have slået Minnesota Wild, Vancouver Canucks og Detroit Red Wings på vejen, besejrede Ottawa Senators i Stanley Cup-finalen med 4-1 i kampe.

## 2007-08
Inden sæsonen 2007-08 mister klubben Scott Niedermayer og Teemu Selänne, der begge inden sæsonstarten endnu ikke havde besluttet om de vil fortsætte karrieren. Desuden mister de også Dustin Penner, der mod kompensation skriver kontrakt med Edmonton Oilers, en kontrakt som Anaheim Ducks' General Manager Brian Burke vælger ikke at matche. I stedet skriver han kontrakt med Todd Bertuzzi, som Burke kender særdeles godt fra sin tid som GM for Vancouver Canucks. Derudover skriver de kontrakt med Mathieu Schneider, der af mange ses som en afløser for Scott Niedermayer, på trods af at Niedermayer på det tidspunkt endnu ikke officielt havde indstillet karrieren. Undervejs i sæsonen vender både Scott Niedermayer og Selänne tilbage til holdet, hvilket tvinger Burke til at trade Andy McDonald til St. Louis Blues for ikke at havne over lønloftet. På trods af disse forstærkninger undervejs i sæsonen genfinder man dog aldrig for alvor melodien fra den succesfulde sæson 2006-07 og man bliver slået ud af Stanley Cup-slutspillet allerede i første runde af Dallas Stars. Af mange ses usikkerheden om Niedermayers og Selännes tilstedeværelse på holdet som en bidragende faktor til holdets problemer i sæsonen. Brian Burke krævede da også at Niedermayer, der stadig havde et år tilbage på sin kontrakt, skulle give holdet besked i god tid inden sæsonen 2008-09 såfremt han ønskede at fortsætte i klubben.

## 2008-09
Niedermayer gav tidligt tilsagn om at fortsætte mindst én sæson mere. Endnu en gang tvang dette Burke til rokeringer for at holde sig under lønloftet. Han puttede således Bertuzzi (som havde et år tilbage på en kontrakt der gav ham 4 millioner USD om året) på waivers, hvilket er en måde hvorpå andre klubber kan overtage spilleren gratis. Er der ingen klubber der vil aftage Bertuzzis kontrakt vil han blive købt ud af klubben.

## Nuværende spillertrup
Målmænd
- 31  Frederik Andersen
- 36  John Gibson
- 30  Jason LaBarbear

Backs
- 4  Aaron Ward
- 5  Luca Sbisa
- 7  Steve Eminger
- 17  Lubomir Visnovsky
- 21  Sheldon Brookbank
- ?  Toni Lydman
- 34  James Wisniewski
- 53  Brett Festerling
- 55  Brian Salcido
- 60  Brendan Mikkelson

Forwards
- 8  Teemu Selänne
- 9  Bobby Ryan
- 10  Corey Perry
- 11  Saku Koivu – A
- 14  Joffrey Lupul
- 15  Ryan Getzlaf – A
- 16  George Parros
- 20  Ryan Carter
- 22  Todd Marchant
- 28  Kyle Chipchura
- 32  Kyle Calder
- 39  Matt Beleskey
- 42  Dan Sexton
- 67  MacGregor Sharp
- 33  Jason Blake

## 'Fredede' numre
- 99 Wayne Gretzky, nummer fredet i hele NHL 6. februar, 2000